# Thalassograpsus
Thalassograpsus is een geslacht van kreeftachtigen uit de klasse van de Malacostraca (hogere kreeftachtigen).

## Soort
- Thalassograpsus harpax (Hilgendorf, 1892)